# 盖切
盖切，是匈牙利维斯普雷姆州所辖的一个村，总面积9.34平方公里，总人口427，人口密度45.7人/平方公里（2010年1月1日）。